# Vazačka
Vazačka (německy Wasatschka či Wassatschka a Wasačka) je zaniklá osada v okrese Mladá Boleslav, v jižní části bývalého vojenského prostoru Ralsko, kvůli jehož založení zanikla. Ležela asi 2 km na severozápad od města Bělá pod Bezdězem, jemuž byla správně podřízena. Původní zabrané katastrální území bylo Bělá pod Bezdězem, současné je Vrchbělá.

## Popis a historie

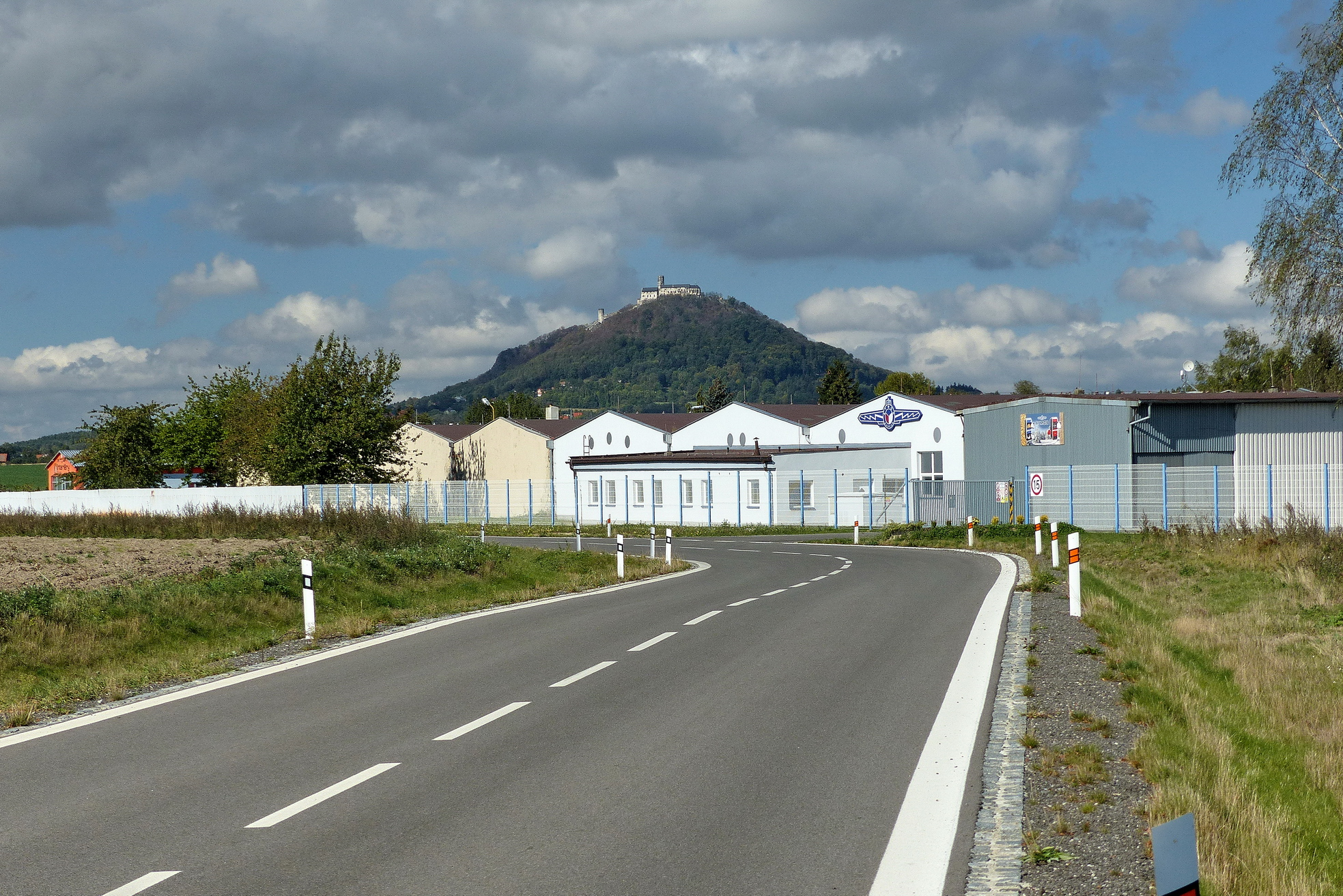
Areál Vazačka a hrad Bezděz

Doba vzniku osady patrně není známa. Zmiňuje ji Historický lexikon obcí České republiky počínající sčítáním lidu v roce 1869, ale
objevuje se již na mapě prvního vojenského mapování z let 1764–1768.
Při sčítání lidu v roce 1921 bylo ve Vazačce spočteno 11 domů a 62 obyvatel (z nich bylo 35 Čechů a 27 Němců). Zdravotní obvod, faru, poštu, telegraf a četnickou stanici měli obyvatelé osady v Bělé pod Bezdězem (2,3 km). Nejbližší železniční stanice byla v Bezdězu (5,8 km).
Do roku 1950 patřila do bývalého okresu Mnichovo Hradiště. Zařazení do vojenského prostoru po roce 1945 znamenalo její zánik. V místě osady byl vybudován areál kasáren.
Po odchodu sovětských vojsk převzalo vojenský objekt Ministerstvo obrany, které ho převedlo v roce 2007 do vlastnictví Bělé pod Bezdězem. Město následně stavby a pozemky nabídlo k prodeji podnikatelům a firmám. Byla zde vybudována průmyslová zóna s novou obslužnou komunikací.
Po několika domech původní osady zbylo několik znatelných pozůstatků v podobě více než metr vysokých obvodových zdí. Místo Vazačky částečně připomíná nedaleká zděná výklenková kaplička v osamocené skupince čtyř jírovců, která byla v zuboženém stavu opravena v roce 2012.